# Kally's Mashup ¡Un cumpleaños muy Kally!
Kally's Mashup: ¡Un cumpleaños muy Kally! es una película de comedia musical basada en la serie de televisión de Nickelodeon Latinoamérica del mismo nombre. Es el primer rodaje latinoaméricano basado en una de las series originales del canal. Está dirigida por Jorge Navas, y fue escrita por Peter Barsocchini y Adam Anders y es protagonizada por un reparto argentino, colombiano y mexicano dividido entre su elenco original; Maia Reficco, Alex Hoyer, Saraí Meza, Celeste Sanazi, Tom CL, y los nuevos integrantes Johann Vera, Danielle Arciniegas y Carolina Ribon. Se estrenó el 30 de julio de 2021 a través del canal de Nickelodeon en Latinoamérica y Brasil. La película ha sido un éxito total, en Paramount+ se estrenó el 11 de agosto del 2021 y en menos de 24 horas se mantuvo en lo más visto en Paramount+. Esta película marca el final definitivo de la serie, luego de 4 años.

## Argumento
Dos años después de los acontecimientos de la serie, Kally, Dante y Tina están en la casa de Kevin, mientras Kally y Tina están viendo el videoclip del tema Miss Life, Dante no encuentra inspiración para componer canciones y Kevin le dice que eso tiene que ver con que Kally y Dante terminaron y los dos se marchan.
Stefi, quien está en Bogotá, Colombia para hablar con Wintir, una diseñadora de moda muy famosa, le muestra el video de Kally y a Wintir se le ocurre la idea de invitar a Kally a cantar en su desfile, por lo que le llama a Kally para mencionarle la idea, a lo que acepta la propuesta y junto a Tina, viajan a Bogotá, Colombia una semana antes del cumpleaños de Kally.
Durante su llegada a Colombia, se topan con Stefi y juntas van a la empresa de Wintir para trabajar con Kally y Stefi aprovecha el momento y decide grabar un video. En la ciudad, Kevin y Dante se encuentran almorzando mientras que Kevin ve el video de Kally probándose looks grabado por Stefi y Dante tratando de componer un tema.
En Bogotá, llegó la hora del desfile y Kally se prepara para cantar Miss Life con un Wintir original, mientras que Stefi y Tina graban el desfile. Al final de cantar, Kally se tropieza y cae sobre los brazos de una persona que resulta ser Storm, la estrella pop del momento, a lo que Stefi sube la foto de Kally en los brazos de Storm y provoca los celos de Dante.
Al día siguiente, Tina le llama a Dante para contarle lo que sucedió el día anterior pero muy rápido corta la llamada cuando Stefi abre la puerta de la habitación del hotel y entregan un gran ramo de flores con una tarjeta y resultan ser de Storm para Kally, invitándola a una sesión de grabación, a lo que convence a Tina de ir y con Stefi, van las tres al estudio.
Al llegar al estudio, Storm les dice a las chicas que le gusta grabar al aire libre por el sonido de las montañas y luego Storm las lleva al lugar de ensayo para cantar su canción How High. Ya terminando de cantar, Storm le pide a Kally cantar para él y acepta, así que canta Made for Love y Stefi transmite el mini-show y Kevin y Dante lo ven a través de la compu de Kevin. Luego, Storm invita a Kally a un tour por Bogotá el  día siguiente pero Kally rechaza al principio la propuesta ya que ese día ella y Tina se irían de Colombia, pero Lisa (la mánager de Storm) consigue una suit para ellas en el hotel de Storm, a lo que Kally y Tina ahora aceptan y se quedan un día más.
Al día siguiente, en la ciudad, Dante esta tocando la melodía de su canción después de ver otra vez el video de Kally cantando y Kevin pregunta si es una canción de amor, a lo que Dante le dice que mejor no pregunte y Kevin le comenta que las chicas no volverán hasta el día siguiente y le hace la propuesta de ir a almorzar para subirle el ánimo y él dice que si pero Kevin le pide que se bañe primero ya que no durmió toda la noche por su tema. Al día siguiente, los chicos están listos para el tour pero no pueden pasar desapercibidos por la multitud de fans que estaban en las dos entradas del hotel y a Kally se le ocurre la idea de llamar a Wintir para darles looks y pasar como si nada entre los fans y logran hacer el tour. 
Horas después, Storm invita a hablar de trabajo a Kally sin decirle que en realidad la invita a una cita, por lo que va con Storm al restaurante del hotel. Mientras están comiendo, Storm se toma una selfie con Kally y desconcertada le dice a Storm que se parece mucho a una cita y Storm le dice que ella es única a la mayoría de las chicas con que sale y Kally se enoja porque le mintió. Storm cambia rápido el tema diciéndole que necesita a una telonera para su show y Kally al principio se emociona pero rápido cambia de opinión y le dice que con ella no será así y Stefi y Tina intervienen porque estaban espiando y ayudan a Kally a irse, haciéndole creer a Storm que Tina tiene fiebre. En la ciudad, Dante ve la foto, estando celoso de Storm y Kevin le dice mejor haga algo para recuperarla porque si no la va a perder para siempre.
Al día siguiente, Lisa encuentra a Kally y Tina empacando y le pregunta a Kally si no le dijo Storm lo de buscar a alguien para el show de apertura y Kally le dijo que si pero que pensó que no era verdad y Lisa le dice que en tres días hará una audición para ver si le agrada al público de Storm pero Kally se desconcierta porque ese día cae justo en su cumpleaños y Lisa dice que tendrá un buen regalo de cumpleaños si todo sale bien pero Kally responde que necesita pensar en eso y reflexionar. 
Momentos después, Kally le habla a Dante para informarle lo que pasó y Dante le dice que tome la oportunidad pero Kally dice que no es su oportunidad y que si hace el ridículo pero Dante le dice que olvide eso y que la tome y Kally le dice que la gira empieza en dos semanas, a lo que deja pensativo a Dante. Mas tarde, Kally y Tina hablan y Tina le pregunta que si como reaccionó y Kally responde que solo le dijo que tome esa oportunidad pero Tina le menciona que si que espera que le dijera y que tal vez ella todavía siente algo por el, mientras que en la ciudad, Dante está haciendo maletas para ir a Bogotá.
A dos días de la audición y el cumpleaños de Kally, Storm le presenta a Kally a la banda y que esté lista para luego irse con Lisa y ella decirle que si le dijo que la audición era el mismo día que su cumpleaños y Storm le dice que no y que tienen que hacerle algo. En el patio del hotel, Kally y Tina están hablando de la audición y Tina empieza a hablar de Dante preguntale si ella habló con él y ella dice que si pero que piensa que no le importa pero para su sorpresa, Dante llega con ella junto con Kevin y Lisa los ve desde la habitación.
En la habitación, Kally le pregunta a Dante si va a ser un show en Bogotá a lo que el responde que todavía sigue siendo un músico y que escribió una canción, pero en ese momento tocan la puerta y Tina abre para descubrir que Storm llegó y pidió mucha comida para su habitación solo para darle celos a Dante justificandolo con la celebración de la audición de Kally. Segundos después Storm le dice a Kally que compuso una canción para ella si va a la gira con él y que necesita una guitarra para cantarla y Kevin en su asombro dice que puede usar la guitarra de Dante, pero Dante no quería y al final, Storm canta «Breathing Fire» para luego cantarla en el estudio.
Mientras Dante y Kevin están viendo el ensayo, Dante le dice a Kevin que Storm le copio el nombre de su canción Catching Fire y Kevin otra vez en su asombro dice que le gusta más «Breathing Fire». Luego, Tina llega para decirle a Dante que encontró un restaurante para que le cante su canción a Kally, pero Dante piensa que no logrará recuperarla, a lo que Tina le dice que por eso tiene que ser ese mismo día y que es ahora o nunca.
Más tarde, Kally y Tina están maquillándose para ir a un restaurante que Kevin descubrió (que en realidad Tina descubrió) y Kally dice que todavía no puede creer lo que ha pasado en todo ese tiempo y que no comprende si "esta volando o si está cayendo", a lo que Tina responde que en algún lado va a aterrizar y la ve con mucha alegría y le pregunta que si es por cantar con Storm o por cenar con Dante pero Kally se queda callada, mientras que en la habitación de Storm, el quiere arruinar la cena para que no se enamoren pero Lisa le dice que todavía sienten algo y se le nota algo enojada. 
En el restaurante, Kally ve la guitarra de Dante en el escenario y Dante comenta que como quería mostrarle su tema era en ese momento pero Storm al momento llega para distraer a los otros comensales del restaurante y sacarlos bajo la excusa de ver a Kally y los chicos pero Kally se enoja y luego Storm se va y Dante aprovechando que solo están ellos canta More Than Anyone y Lisa graba a Dante porque también le agradó y al día siguiente Storm le pide a Lisa que hable con Kally antes de la audición, intentando planear algo. 
En el lobby del hotel, Kally está sentada en una mesa y cuando Dante intenta sorprenderla, Lisa llega y le pregunta a Kally que si toma su carrera en serio y ella dice que si y que dispuesta a hacer todo, a lo que Lisa que necesita todo su tiempo y tiene que dejar fuera a Dante y Kally le dice que no va a pasar si quieren que vaya como la novia de Storm pero Lisa le dice no es así y que tiene una hora para decidir, por lo que deja a Kally triste e indecisa. 
En la habitación, Dante encuentra a Kally angustiada y le da un regalo de cumpleaños que son muñequitos de tela y Kally pregunta si son ellos pero Dante responde que se llaman quitapenas y que si tiene algo que la pone triste que lo diga al oído de uno de ellos y desaparece y Kally dice que se siente así, pero Dante dice que si es que Storm quiere que no la distraiga, a lo que Kally dice que mejor se olvide que se sumará a la gira si piensa eso, pero Dante le dice que mejor se olvide de él en el tiempo de la gira y Kally le dice que ella toma sus propias decisiones y Dante le dice que si son el uno para el otro volverán a estar juntos después de la gira, a lo que le da un beso en su mejilla y se va. Luego, Tina llega para consolar a Kally y le dice que la ayudará con lo que sea y Stefi aplaude el momento ya que ella vio todo y la conmovió.
En el día de la audición, Storm está inquieto ya que no pusieron el agua y jarra que a él le gusta y Lisa llama a alguien para cambiarlas, mientras que en la habitación, Kally y Tina están arreglándose y hablando del plan que tienen pero Kally está preocupada y Tina le dice de alguna manera se logrará y se van. Dante, Stefi y Kevin se encuentran yendo a la audición pero Dante no quiere ir y Kevin le dice que tiene que ir y no estaría bien si no va, así que siguen. En el backstage, Kally esta vocalizando hasta que llega Storm para decirle feliz cumpleaños pero Kally se encuentra preocupada y Storm trata de hacerla entender que le encantará ser una estrella y le desea éxitos, mientras que con los chicos se les complica algo la situación porque no los dejan pasar, así que Stefi se le ocurre una idea y encuentran un atajo para poder entrar.
Ya los chicos adentro, llegó el momento de la audición pero cuando Kally ve a Tina confirmando que Dante está, detiene la audición y dice que no cantará la canción de Storm, sin antes presentarse ya que el le dijo que habla siempre con la verdad y ella también y su verdad es que está enamorada de Dante y ese era el plan, reunir a Dante para que escuchara a Kally y lo invita a cantar su tema More Than Anyone pero en dueto y los dos cantan juntos para luego darse un beso y abrazarse. 
Ya cayendo la noche, Kally y Dante hablan de lo que pasó y luego ven a Kevin y Tina juntos otra vez y se alegran hasta que Storm llega y Kally le explica lo que pasó pero se llevan la sorpresa de que Storm quiere que Kally y Dante vayan a la gira con él como una banda y Lisa le pide a Kally que le diga a su manager que le llame ya que al día siguiente ensayarían pero Tina es la manager y Kevin está en la banda, y no le sorprende mucho ya que se lo imaginaba y Stefi también logra sumarse a la gira después de convencer a Storm.
Al final, todos logran sumarse a la gira, todos son felices, Storm tiene una sorpresa para Kally y todos celebran su cumpleaños #19 al ritmo de Happy Birthday to Me (UCMK Remix).

## Reparto
- Maia Reficco como Kally Ponce, una joven con un talento natural para la música, le gusta la música clásica como la música pop.
- Alex Hoyer como Dante Barkin, el exlíder de la exbanda DAK. Es el novio de Kally, el hermano mayor de Tina y el mejor amigo de Kevin.
- Saraí Meza como Tina Barkin, la hermana menor de Dante y la mejor amiga de Kally.
- Celeste Sanazi como Stefi, una joven talentosa en el violín y una famosa influencer, es la mejor amiga de Kally, Tina y Dante.
- Tom CL como Kevin, el mejor amigo de Dante. Fue parte de la exbanda DAK junto con Dante.
- Johann Vera como Storm, una estrella pop y seductor del momento en Colombia y se enamora de Kally.
- Danielle Arciniegas como Wintir, una mujer soñadora, es la mejor diseñadora de moda de todo el mundo, tiene su propia empresa.
- Carolina Ribón como Lisa, la manager de Storm, es una chica que cuando quiere algo, hace todo para conseguirlo.

## Producción
El rodaje de la película inició el 29 de marzo de 2021 en Bogotá, Colombia y terminó el 21 de abril de 2021. Está producida por Viacom International Studios, Anders Media Inc., 360Powwow y Laberinto.
La producción contó con el incentivo fiscal del programa de FFC (Fondo Fílmico Colombia) impulsado por el Gobierno de Colombia.
El 9 de julio de 2021, se publicó el primer promocional de la película en las redes sociales de Nickelodeon Latinoamérica, revelando la fecha de estreno para el 30 de julio de 2021. La película se estrenó través del canal de Nickelodeon en  Latinoamérica y Brasil. El 11 de agosto estará disponible en la plataforma de streaming Paramount+.

## Música
Al igual que en las dos temporadas de la serie, la película cuenta con su álbum llamado "Kally's Mashup: Un Cumpleaños Muy Kally - Banda Sonora Original de la Pelicula" con Adam Anders como productor musical ejecutivo a cargo de la banda sonora. La muestra original usada en la canción Happy Birthday to Me es Zero-G - Classic Disco, lanzada en 2008